# Yōko Kanno
Yōko Kanno (菅野 よう子, Kanno Yōko) est une compositrice japonaise née le 18 mars 1963 à Sendai dans la préfecture de Miyagi sur l'île d'Honshū au nord du Japon. Surtout connue pour son travail dans les bandes sonores d'animation japonaise, elle collabore aussi avec d'autres groupes, dont du style J-pop. Elle est parmi les compositeurs les plus respectés par des réalisateurs new wave et vétérans, dont Yoshiyuki Tomino, Shinichiro Watanabe et Shoji Kawamori.

## Biographie
Yōko Kanno s'est fait remarquer très tôt par son style inspiré de la musique classique occidentale (Claude Debussy, Maurice Ravel…), évoluant par la suite vers des courants plus modernes comme le jazz et le folk.
Elle apprend seule le piano dès l’âge de 4 ans et remporte de nombreux concours de piano dès 10 ans. Puis elle part étudier un temps au Conservatoire national supérieur de musique et de danse de Paris. Elle effectue ses études supérieures à l'Université Waseda, où elle décroche une licence en littérature. Sur son temps libre, elle y fait des transcriptions de musique pour ses amis.
Elle rejoint le groupe てつ100％ (Tetsu 100 %) en 1987 où elle est compositrice et claviériste jusqu'à la fin du groupe en 1989. Elle enchaîne en composant des musiques de jeux vidéo pour la société Koei ainsi que pour la publicité.
Mais c'est surtout pour ses travaux dans l'animation que Yōko Kanno est connue, composant des morceaux pour des séries comme Cowboy Bebop (série et film, dont la musique est jouée par le groupe composé pour l'occasion, The Seatbelts), Macross Plus, Ghost in the Shell : Stand Alone Complex, Wolf's Rain, Brain Powerd ou bien encore Vision d'Escaflowne (série et film), Sousei No Aquarion, Darker Than Black…
Elle a été dernièrement nommée pour l'écriture de la BO de Macross Frontier série prolongeant Macross+ et Macross 7 (dont elle a déjà signé tout ou partie de la BO). Deux singles de la série comme Triangler et Lion ont pointé le troisième au classement hebdomadaire d'Oricon en 2008.
Elle est l’épouse du musicien Hajime Mizoguchi, avec qui elle a contribué aux bandes sonores de Please Save My Earth et qui participe sur celles de Vision d'Escaflowne. Elle compose également pour des films comme Mind Game, Woman of Water, Kamikaze Girls, Beautiful Sunday, des téléfilms comme Koko Kyoshi, Lenakiko, Hoshi No Kinka, Pure ou pour des artistes nippons comme Akino Arai, Imai Miki, Kyoko Koizumi, Māya Sakamoto ou le groupe SMAP.
Elle compose un morceau de 13 minutes intitulé Ray of Water pour l'intronisation de l'empereur Naruhito le 22 octobre 2019.

## Gabriela Robin
Elle chanterait également sous le pseudonyme de Gabriela Robin, généralement dans un langage imaginaire dépourvu de sens. Bien qu'elle refuse de confirmer l'information, l'œuvre de Gabriela Robin n'est liée qu'à celle de Yōko Kanno et l'artiste n'a jamais fait d'apparition publique, ni donné aucune interview. Kanno maintient qu'elle n'est pas Robin, mais le livret de la bande sonore de Macross Plus indique que Robin est la compositrice de Santi-U, tandis que Kanno l'a elle-même revendiqué dans un entretien à Newtype. Lors d’un communiqué émis au début de l’été 2009, elle annonce qu’elle chantera pour la première fois en live lors du Cho-jiku-tanabata Sonic, mené par Yoko Kanno. Le 7 juillet 2009, à la fin du concert, Kanno après avoir conduit l’orchestre philharmonique de Varsovie, s’est tournée devant les spectateurs et a interprété Moon issu de la bande originale du film Turn A Gundam attribué à Robin sur l’album.

## Discographie

### Télévision

#### Brain Powerd
- Original Soundtrack 1
- Original Soundtrack 2

#### Card captor Sakura
- Purachina

#### Darker Than Black
- Original Soundtrack Gekihan

#### Chroniques de la guerre de Lodoss
- Heroic Knight Legend "Miracle Ocean" (Kiseki no Umi)

#### Clamp school detectives
- Mini Soundtrack
- "Gift"

#### Cowboy Bebop
Avec The Seatbelts :
- Cowboy Bebop OST 1: Cowboy Bebop (1998)
- Vitaminless (1998)
- Cowboy Bebop OST 2: No Disc (1998)
- Cowboy Bebop OST 3: Blue (1999)
- Tank! THE! BEST! (2004)
- Remixes: Music for Freelance
- Cowboy Bebop Boxed Set

#### Earth Girl Arjuna
- Original Soundtrack 1
- Original Soundtrack 2

#### Ghost in the Shell: Stand Alone Complex
- Original Soundtrack
- Be Human
- Get9
- Original Soundtrack 2
- Original Soundtrack 3
- Solid State Society O.S.T.
- Original Soundtrack 4

#### Kids on the slope
- Original Soundtrack

#### La Légende de Crystania
- The First Adventurers

#### Macross Plus
- Original Soundtrack, Volume 1
- Original Soundtrack, Volume 2
- "For Fans Only"
- SHARON APPLE, CREAM P.U.F.

#### Macross Dynamite 7
- Radio Fire!!

#### Please Save My Earth
- Golden Dreams through Eternity
- Original Soundtrack, Volume 1
- Image Soundtrack, Volume 2
- Image Soundtrack, Volume 3

#### Vision d'Escaflowne
Avec Hajime Mizoguchi
- Original SoundTrack 1 "Over the Sky"
- Original SoundTrack 2
- Original SoundTrack 3
- "lovers only"
- Yubiwa
- Thought of Jeture
- Original Movie SoundTrack

#### Turn A Gundam
- Original Soundtrack
- Original Soundtrack 2 : Dianna & Kihel
- Original Soundtrack 3 : COCOA
- The Concert

#### Wolf's Rain
- Original Soundtrack
- Original Soundtrack 2

#### Memories
Yōko Kanno a composé la musique du chapitre Magnetic Rose
- Original Soundtrack

#### RahXephon
- Original Soundtrack
- Pluralitas concentio O.S.T.

#### X
- Character File Soundtrack

#### Zankyou no Terror
- Original Soundtrack

#### Sousei no Aquarion
- Original Soundtrack 1
- Original Soundtrack 2

#### Ōban, Star-Racers
- Original Soundtrack 1 : A Chance to Shine interprété par Akino Arai
- Original Soundtrack 2 : Goodbye Yesterday [OST encore indisponible]

#### Macross Frontier
- Macross Frontier O.S.T.1 Nyan FRO.
- Macross Frontier O.S.T.2 Nyan TRA☆
- Vocal Collection Nyan Tama♀

#### Makanai: Dans la cuisine des maiko
- Original Soundtrack

### Cinéma

#### Filmslive
- Ashura-jo no hitomi (Du sang dans les yeux)
- Beautiful Sunday
- Boku wa benkyou ga dekinai
- 2004 : Kamikaze Girls (下妻物語, Shimotsuma monogatari) de Tetsuya Nakashima
- Mizu no onna
- Natsujikan no otonatachi
- Noiseman Sound Insect
- Surely Someday
- tokyo.sora
- 2015 : Notre petite sœur (海街diary, Umimachi daiarī) de Hirokazu Kore-eda

#### Films d'animation
- Turn A Gundam Movie OST

Cowboy Bebop: Knockin' on Heaven's Door
Jin-Roh, La Brigade des loups (1999)
Avec The Seatbelts
- Future Blues - Movie OST
- Ask DNA
- Cowgirl Ed OST

##### Vision d'Escaflowne
Avec Hajime Mizoguchi
- A Girl in Gaia - Movie OST

### Jeux vidéo
- Cowboy Bebop
- Earthwinds'
- Genghis Khan
- Napple tale
- Nobunaga's Ambition
- Ragnarok Online II
- Romance of the three kingdoms
- Storm of the Meiji restoration
- Shin Nobunaga densetsu I & II (la véritable légende de Nobunaga)
- Uncharted waters I & II

### Solo
- 1998 : Song to fly

## Collaborateurs

### Chanteurs
- Afra
- Akino Arai
- Pierre Bensusan
- Emily Bindiger
- Donna Burke
- Dominique Chagnon
- Steve Conte
- Cosmic Voices from Bulgaria
- Crystal Kay
- Tulivu-Donna Cumberbatch
- Emily Curtis
- Ilaria Graziano[7]
- Reynada Hill
- Seika Iwashita
- Tokiko Kato
- Kyoko Katsunuma
- Joyce (singer)
- Scott Matthew
- Maryanne Murray
- Kaoru Nishino
- Origa
- POP ETC
- Arnor Dan
- Aki Okui
- Soichiro Otsuka
- Raiché Coutev Sisters
- Raj Ramayya[8]
- Jadwiga Rappé
- Gabriela Robin
- Māya Sakamoto
- Franco Sansalone
- Shanti Snyder
- Artur Stefanowicz
- Sydney Thiam
- Carla Vallet
- Wuyontana
- Chinatsu Yamamoto
- Mai Yamane
- May'n

## Publicités
Kanno a travaillé dans des publicités pour les entreprises suivantes :
- AEON
- AGF Maxim
- Ajinomoto
- Asahi Glass
- Avon
- Cafe Noevir
- Canon
- Cosmo Oil
- Daio Paper
- Daiwa House
- DoCoMo
- Family Mart
- Fancl
- Fuji Xerox
- Fujitsu
- Glico
- Half Century More
- Haus Ten Bausch
- Hisamitsu
- Hitachi
- House
- IBM
- Japan Medical Association
- Japan Railways
- Japan Telecom
- J-Phone
- Kanebo
- KDDI
- Kirin Beverage
- Kincho
- Kubota
- Master Card International
- Meiji
- Microsoft
- Mister Donut
- Mitsubishi Heavy Industries
- Mitsui Home
- Morinaga
- Nagatanien
- National Ionity Nanocare
- Nikon
- Nintendo
- Nissan
- Ono Pharmaceutical
- Ootsuka Caloriemate
- Pioneer
- Platinum Guild International
- Pola
- Seiko Epson
- Seven Eleven
- Sharp
- Shimura
- Shiseido
- Sony
- Suntory
- Takano Yori Beauty Clinic
- Tepco
- Tirol Choco
- Tokyo Gas
- Tokyo Metro
- Tombow Pencil
- Toyota
- Try Group
- UFJ Bank
- Vodafone
- Yukiguni Maitake